# میله آئور

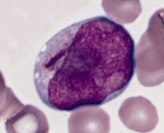
میلوبلاست با یک میله آئور (در سمت چپ هسته).

میله‌های آئور (انگلیسی: Auer rods) یا در برخی منابع فارسی میله‌های آور که به آن اجسام آور (انگلیسی: Auer bodies) هم گفته می‌شود، اجسام انکلوزیونی بزرگ بلور مانند در سیتوپلاسم است که سلول‌های «بلاست مغز استخوان» در لوسمی حاد میلوئیدی، لوسمی حاد پرومیلوسیتیک، سندرم میلودیسپلاستیک با درجه بالا و نئوپلاسم بیش‌تکثیری مغز استخوان دیده می‌شود. این اجسام میله‌ای شکل از به‌هم پیوستنِ لیزوزوم‌های سرشار از پراکسیداز ایجاد می‌شود. میله‌های آئور آزوروفیل هستند و ممکن است از نظر ظاهری شبیه به سوزن، ویرگول، لوزی، مستطیل، مارپیچ یا (به ندرت) ریزدانه باشند.
اگرچه میله‌های آئور به افتخار فیزیولوژیست آمریکایی جان آئور نامگذاری شده‌اند، اما نخستین بار در سال ۱۹۰۵ توسط پزشک کانادایی توماس مک‌کِرِی که در آن هنگام در بیمارستان جانز هاپکینز کار می‌کرد، توصیف شد؛ همان‌طور که خود آئور در مقالۀ خود در سال ۱۹۰۶ بدان اذعان کرد. مک‌کِرِی و آئور هر دو به اشتباه فکر کردند که سلول‌هایی که حاوی این میله‌ها هستند «لنفوبلاست» هستند.